# Brendan Nelson

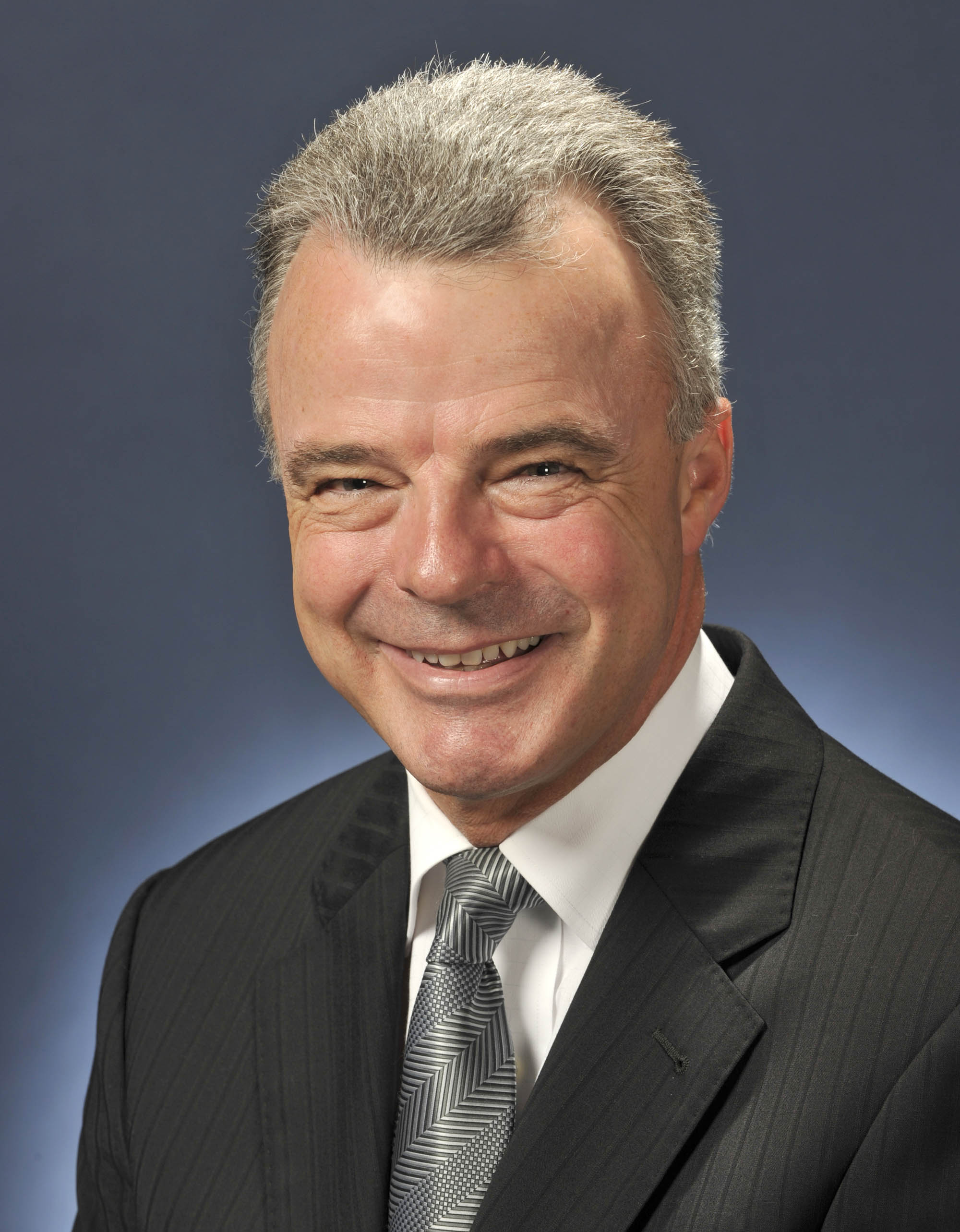
Brendan Nelson um 2010

Brendan John Nelson AO (* 19. August 1958 in Melbourne) ist ein australischer Politiker der konservativen Liberal Party of Australia. Er war vom 23. November 2001 bis 26. Januar 2006 Minister für Erziehung, Wissenschaft und Ausbildung und bis Ende 2007 der Verteidigungsminister von Australien. 

## Lebensweg
Brendan Nelson besuchte die Schule in Adelaide, wo er an der Flinders University auch ein wirtschaftswissenschaftliches Studium begann, aber bald auf Medizin umsattelte. Als Arzt für Allgemeinmedizin praktizierte er in Hobart, Tasmanien. Dort war er von 1990 bis 1992 auch für zwei Jahre Landesvorsitzender des Ärzteverbandes, der Australian Medical Association, deren Bundesvorsitz er schließlich von 1993 bis 1995 innehatte. Nelson, der ab 1988 auch einige Jahre Mitglied der Australian Labor Party war, zog erstmals am 2. März 1996 als Abgeordneter des Wahlkreises Bradfield im Norden von Sydney in das Bundesparlament in Canberra ein.

## Oppositionsführer
Nach der Wahlniederlage von John Howard am 24. November 2007 wurde Nelson in Nachfolge dessen am 29. November 2007 in einer Kampfabstimmung gegen den vormaligen Umweltminister Malcolm Turnbull, einem ehemaligen Handels-Banker der einen Wahlkreis im Osten von Sydney im Parlament vertritt, zum parlamentarischen Führer der Liberal Party gewählt und damit 12. Führer der Liberalen und 30. Oppositionsführer der australischen Geschichte.
Aufgrund seiner öffentlichen Unbeliebtheit wurde er am 16. September 2008 als Parteivorsitzender der Liberal Party durch Malcolm Turnbull abgelöst.

## Nach der Politik
Am 17. September 2009 wurde er als Botschafter Australiens bei der Europäischen Union sowie in Belgien und Luxemburg sowie als ständiger Vertreter bei der NATO und der WHO nominiert. Er trat den Posten im Februar 2010 als Nachfolger von Alan Thomas an und hatte ihn bis 2012 inne. Nach seiner Rückkehr nach Australien wurde er im Dezember 2012 Direktor des Australian War Memorial. Für herausragende Verdienste um das australische Parlament, um die Gemeinschaft, um die Förderung der internationalen Beziehungen Australiens und um bedeutende kulturelle Einrichtungen wurde er 2016 um Officer des Order of Australia ernannt. Ende 2019 trat er von seinem Amt als Direktor des Australian War Memorial zurück.
Wenige Wochen später wurde Nelson Präsident des Flugzeugherstellers Boeing Australia, New Zealand and South Pacific. Anfang 2023 wurde er zum Präsidenten von Boeing International ernannt.

## Privates
Brendan Nelson ist zum dritten Mal verheiratet und hat drei Kinder. 1995 verstarb sein Bruder an AIDS.